# Třída Hecla
Třída Hecla je lodní třída výzkumných lodí britského královského námořnictva. Celkem bylo postaveno pět jednotek této třídy. Zahraničními uživateli třídy jsou Jihoafrická republika a Indonésie.

## Stavba
Třídu postavila britská loděnice Yarrow Shipbuilders ve Scotstounu (Glasgow). Kromě čtyř lodí pro britské námořnictvo byla postavena ještě pátá jednotka pro jihoafrické námořnictvo.
Jednotky třídy Hecla:
| Jméno             | Spuštěna          | Vstup do služby   | Status                                                                     |
| ----------------- | ----------------- | ----------------- | -------------------------------------------------------------------------- |
| HMS Hecla (A133)  | 21. prosince 1964 | 9. září 1965      | Vyřazena v prosince 1996.                                                  |
| HMS Hecate (A137) | 31. března 1965   | 20. prosince 1965 | Vyřazena.                                                                  |
| HMS Hydra (A144)  | 14. července 1965 | 5. května 1966    | Vyřazena, roku 1986 prodána Indonésii jako KRI Dewa Kembar (932), aktivní. |
| HMS Herald (H138) |                   | 1974              | Vyřazena.                                                                  |
| SAS Protea (A324) | 14. července 1971 | 23. května 1972   | Aktivní.                                                                   |

## Konstrukce

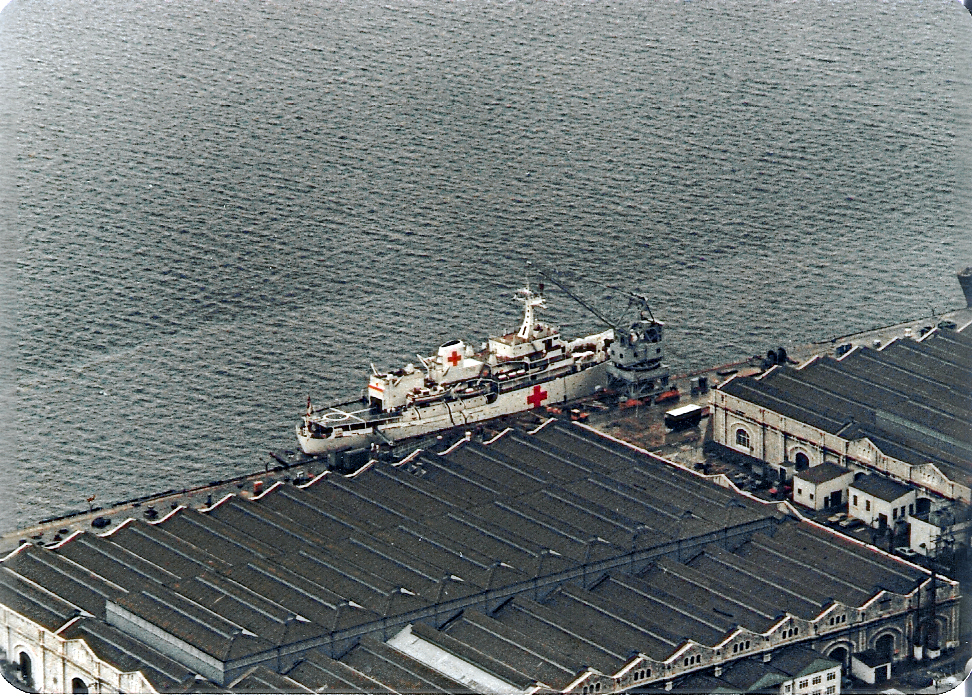
Během falklandské války Hecla sloužila jako nemocniční loď

Na zádi nesou přistávací plochu a hangár pro vrtulník. Pohonný systém tvoří tři diesely MTU pohánějící jeden lodní šroub. Nejvyšší rychlost dosahuje 14 uzlů. Dosah je 20 000 námořních mil při rychlosti 9 uzlů.